# Stadion Miejski w Pokrojach
Stadion Miejski w Pokrojach (lit. Pakruojo miesto stadionas) – stadion piłkarski w Pokrojach, który został zbudowany w 1989 roku, na którym rozgrywała swoje mecze Kruoja Pokroje. Pojemność stadionu to 2 tys. miejsc siedzących, gdzie 1 tys. jest zadaszonych. Stadion posiada 1 kategorię UEFA. Obiekt był modernizowany tylko w 2010 roku.